# Davide Lewton-Brain
Pour les articles homonymes, voir Lewton et Brain.
Davide Lewton-Brain, né le 23 décembre 1998 à Nice, est un patineur artistique franco-monégasque. Il patine pour la principauté de Monaco.

## Biographie

### Carrière sportive
Davide Lewton-Brain est invité sept fois aux championnats de France entre 2018 et 2025, mais son classement n'est pas pris en compte puisqu'il représente Monaco.
Il représente Monaco à deux mondiaux juniors (2017 à Taipei et 2018 à Sofia), sept championnats d'Europe (2018 à Moscou, 2019 à Minsk, 2020 à Graz, 2022 à Tallinn, 2023 à Espoo, 2024 à Kaunas et 2025 à Tallinn) et deux mondiaux seniors (2024 à Montréal et 2025 à Boston).
Parallèlement à sa carrière sportive, il étudie le marketing à l'Institut des hautes études économiques et commerciales.

## Palmarès
| Compétition                                                                          | 2017 | 2018 | 2019 | 2020 | 2021 | 2022 | 2023 | 2024 | 2025 |
| Jeux olympiques d'hiver                                                              |      |      |      |      |      |      |      |      |      |
| Championnats du monde                                                                |      |      |      | CA   |      |      |      | 26e  | 39e  |
| Championnats d’Europe                                                                |      | 31e  | 24e  | 29e  | CA   | 20e  | 22e  | 24e  | 25e  |
| Championnats de France                                                               |      | I    | I    |      | I    | I    | I    | I    | I    |
| Championnats du monde juniors                                                        | 43e  | 32e  |      |      | CA   |      |      |      |      |
| Légende : I = Invité ; CA = Compétitions annulées à cause de la pandémie de Covid-19 |      |      |      |      |      |      |      |      |      |